# Elizardo Sánchez
Elizardo Sánchez Santa Cruz, né le 29 juin 1944, est un militant cubain des droits de l'homme et fondateur de la Commission cubaine des droits de l'homme et de la réconciliation nationale, un groupe qui soutient le changement politique à Cuba.

## Biographie
Sánchez est né à Santiago de Cuba. Membre du mouvement Jeunesse Socialiste, il participe à la lutte contre le dictateur Fulgencio Batista entre 1956 et 1958.
Il est devenu professeur d'université pendant les premières années de la révolution cubaine. En 1968, il est interdit d'accès à l'université pour « idées contraires ou divergentes  » avec celle du Parti communiste cubain, puis il est emprisonné en 1972 pour « critique publique du Président et Département de la sécurité ».
En 1976, avec sept autres opposants il participe à la fondation d'un Comité des droits de l'homme. Les fondateurs de celui-ci sont réprimés. Ainsi, Martha Frayde est arrêtée en juin 1976 et reste en prison pendant quatre ans.
En 1987, il a fondé la Commission Cubaine des droits de l’homme.
Depuis l'arrivée au pouvoir de Raul Castro en juillet 2006,  Elizardo Sánchez  considère qu’il n’y a pas de signes de changement au sein du régime castriste.

## Honneur
En 1996, il a été lauréat du Prix des droits de l'Homme de la République française.

## À voir